# National Union Party (Verenigde Staten)
De Nationale Uniepartij (Engels: National Union Party) was een politieke samenwerking van de Republikeinse Partij en enkele leden van de Democratische Partij. Tijdens de Amerikaanse Burgeroorlog was het land verdeeld en in een poging om de twee partijen nader tot elkaar te brengen besloot de Republikeinse Partij voor de Amerikaanse presidentsverkiezingen van 1864 een Running mate van de Democratische Partij te vragen die tegen de afscheiding van de Geconfedereerde Staten van Amerika was. Zittend president Republikein Abraham Lincoln werd zoals verwacht genomineerd als presidentskandidaat en vicepresidentskandidaat werd Andrew Johnson, de toenmalige gouverneur van Tennessee en oud-senator en ex-afgevaardigde.